# Santiago Baños
Santiago Baños Reynaud (Ciudad de México; 28 de junio de 1976) es un exfutbolista mexicano. Jugó como defensa central en distintos equipos de la Liga MX y actualmente funge como presidente deportivo del Club América. Previamente se desempeñó como Director de Selecciones Nacionales en la Federación Mexicana de Fútbol (FMF), así como auxiliar técnico en su selección absoluta. Es miembro fundador de la Asociación Mundial de Clubes de Fútbol de la Federación Internacional de Fútbol Asociación (FIFA).[cita requerida]

## Trayectoria
Debuta muy joven con el Club Necaxa en la Temporada 1995-1996 posteriormente pasa al Real Cuatitlán y el Acapulco FC  de la Primera División 'A'. En el Apertura 2002 es registrado con Club Atlante. 
En el Apertura 2003 y Clausura 2004 se convirtió en pieza fundamental del "Piojo" Herrera y, por esto, al salir Miguel Herrera del Atlante para dirigir al CF Monterrey, decide llevarse a Baños.  Tras su retiro, pasó a formar parte del Cuerpo Técnico de Herrera, acompañándolo en su paso por diferentes equipos hasta llegar al América y, posteriormente, a la Selección Nacional. Al salir Miguel Herrera de la selección de fútbol de México, Santiago fue nombrado director deportivo de la Selección Nacional de México, tomando el lugar que ocupaba Héctor Gonzalez Iñárritu.

### Clubes
| Club                      | País   | Año         |
| ------------------------- | ------ | ----------- |
| Club Necaxa               | México | 1995 - 1997 |
| Club de Fútbol Cuautitlán | México | 1997 - 1999 |
| Acapulco FC               | México | 2001 - 2002 |
| Club Atlante              | México | 2002 - 2004 |
| Club de Fútbol Monterrey  | México | 2004 - 2007 |
| Puebla Fútbol Club        | México | 2007        |

## Títulos

### Campeonatos nacionales
| Título           | Club   | País   | Año       |
| ---------------- | ------ | ------ | --------- |
| Primera División | Necaxa | México | 1995-1996 |

## Controversias
Durante su tiempo al frente del Club América, Baños ha sido fuertemente criticado en redes sociales derivado de su gestión al frente del equipo, pidiendo seguidores en reiteradas ocasiones su «cabeza», como Director Deportivo del club llegando incluso a colocar mantas fuera de las instalaciones de entrenamiento ubicadas en Coapa o posicionando en Twitter como trending topic el hashtag #FueraBaños y el #BañosRenuncia.